# 1993 год в истории железнодорожного транспорта
1993 год в истории железнодорожного транспорта

## События
- Советский опытный тепловоз ТЭП80 во время пробных поездок установил мировой рекорд скорости для автономной тяги — 271 км/ч.
- 1 января — Торжокский вагоностроительный завод приступил к изготовлению первого электропоезда. Им стал электропоезд ЭТ2-0001.
- 15 июня — Московский институт инженеров транспорта преобразован в Московский государственный университет путей сообщения[1].
- 22 сентября — произошла катастрофа поезда на Биг Баю Канот.
- 31 декабря — Deutsche Bundesbahn и Deutsche Reichsbahn (ГДР) прекратили своё существование. 1 января 1994 года на основе их объединения была организована компания Deutsche Bahn.
- Образованы Железные дороги Чехии.
- В Германии образована компания Harzer Schmalspurbahnen, эксплуатирующая одноимённую сеть узкоколейных железных дорог в Гарце.

## Новый подвижной состав
- Asea Brown Boveri и Brush Traction начали выпуск двухсистемных электровозов Класса 92.
- GE Transportation Systems начала выпуск тепловозов AC4400CW.
- SLM совместно с ABB начали выпускать электровоз Ge 4/4 III.